# Pages (There for Tomorrow)
Pages è il primo EP dei There for Tomorrow, pubblicato il 27 marzo del 2007. Quattro delle tracce (Pages, Waiting, Addiction and Her Name e Taking Chances) sono state ri-registrate e appaiono nel loro secondo EP. Questa è anche il primo lavoro della band ad includere il chitarrista Christian Climer, unitosi alla band nel 2006.

## Tracce
1. Wrong Way to Hide – 3:40
2. Addiction and Her Name – 3:08
3. Pages – 3:36
4. Waiting – 3:46
5. Taking Chances – 4:31

## Formazione
- Maika Maile - voce, chitarra ritmica, programmazione
- Christian Climer - chitarra solista, cori
- Christopher Kamrada - batteria, campionatore
- Jay Enriquez - basso, cori